# Ritthem

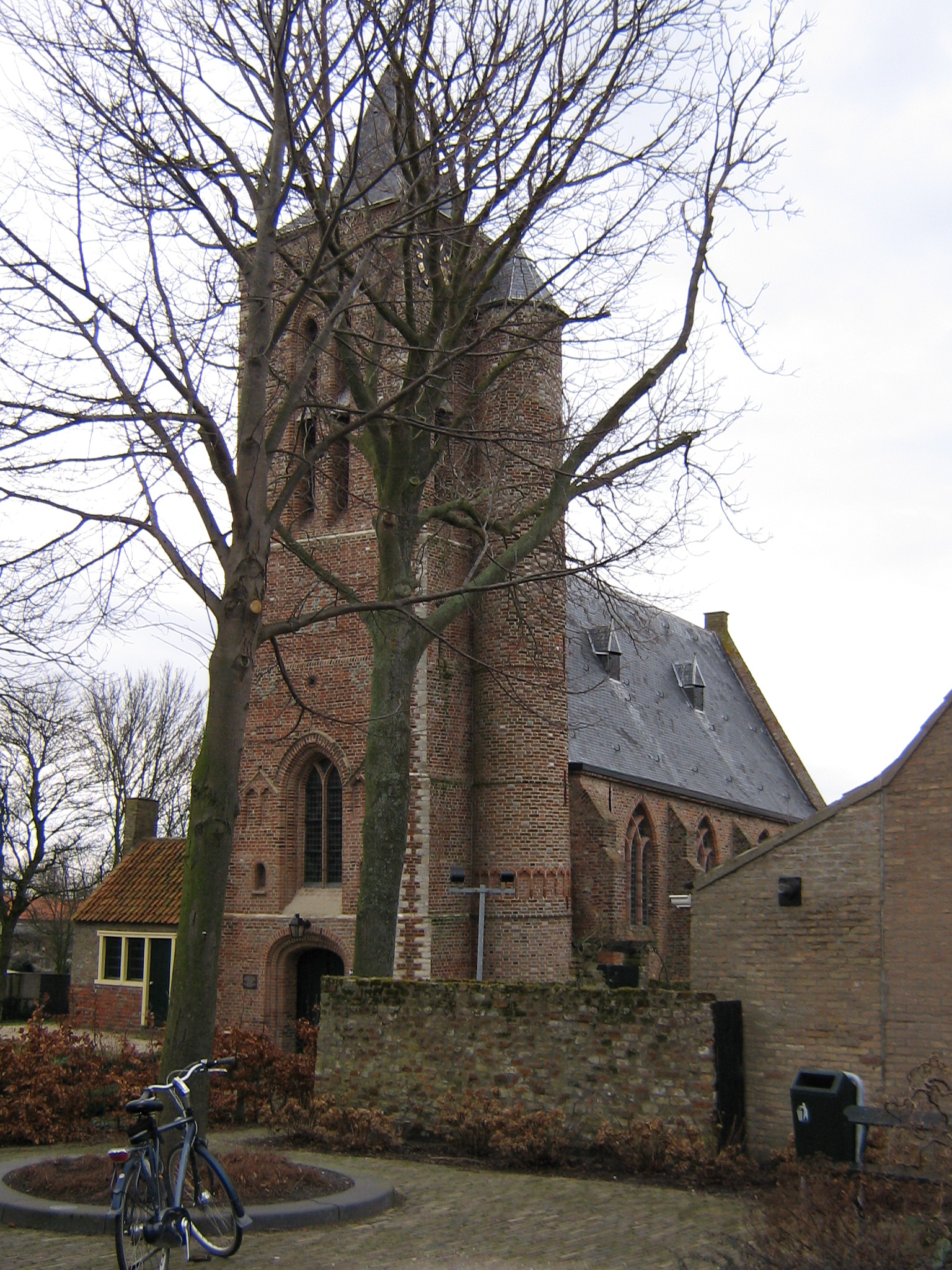
L'église de Ritthem.

Ritthem est un village de la commune néerlandaise de Flessingue, situé sur la presqu'île zélandaise de Walcheren. Il compte environ 600 habitants.

## Géographie
Le village se trouve le long de l'Escaut occidental et près du port de Vlissingen-Oost. C'est la localité la plus méridionale de Walcheren.

## Curiosités
Ritthem est comme la plupart des villages de Walcheren un kerkdorp ; l'église date du XIVe siècle avec une nef du XVIe siècle. À proximité de Ritthem, on trouve l'ancien fort Rammekens ainsi qu'une réserve naturelle.

## Histoire
Ritthem est mentionné pour la première fois en 1235 : c'est alors que le village devint une paroisse indépendante. Jusque-là, il dépendait de West-Souburg.
À cette époque se trouvait au nord de Ritthem le village et le domaine de Nieuwerve ainsi que le hameau de Welzinge : ils ont été ravagés au début de la Guerre de Quatre-Vingts Ans.
À la suite de la dévastation de l'église de Ritthem, l'église d'Oost-Souburg fut l'église de la localité jusqu'en 1612. Cette année-là, une communauté réformée fut fondée à Ritthem.
La seigneurie de Ritthem appartenait à la famille flessinguoise des Lambrechtsen qui y a exercé des droits jusqu'en 1849.
Ritthem fut une commune indépendante jusqu'au 1er juillet 1966, date à laquelle elle fut rattachée à Flessingue.

## Source
- (nl) Cet article est partiellement ou en totalité issu de l’article de Wikipédia en néerlandais intitulé « Ritthem » (voir la liste des auteurs).